# Лягушка (игра)

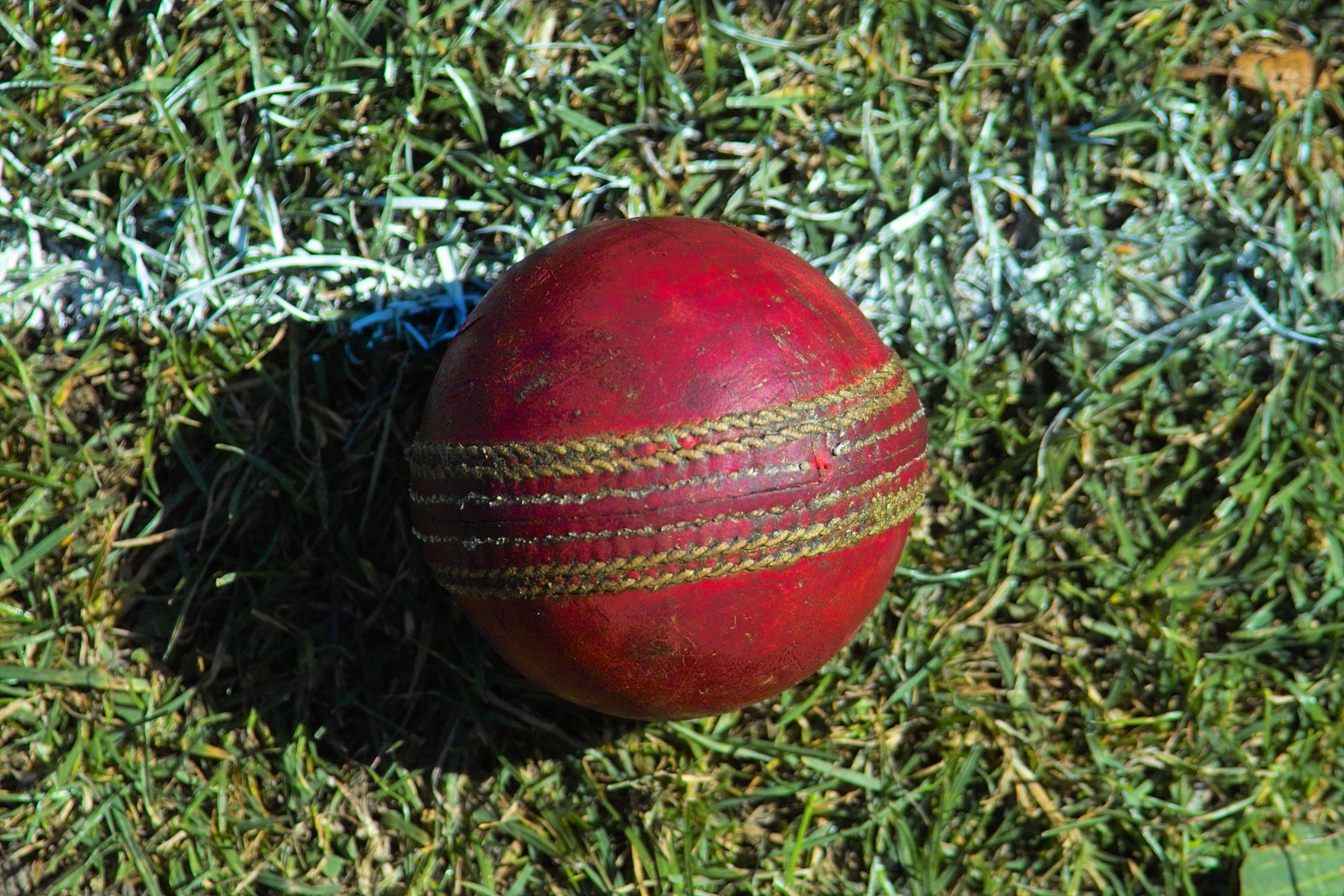

Лягушка — детская дворовая игра с мячом.
Для игры необходима ровная площадка, стенка и мяч. Количество игроков: не меньше 2.
Один из многочисленных вариантов игр с мячом и стеной. Игроки стоят друг за другом, или просто соблюдают оговорённую (выпавшую по жребию) очерёдность. Первый бросает мяч о стенку, мяч отскакивает, ударяется о землю, и в этот момент игроку нужно через него перепрыгнуть. Кидать необходимо не ниже оговорённой высоты (проведённой мелом черты). Мяч подхватывает следующий игрок, он повторяет упражнение, — и так по кругу. Тот кто не смог подхватить или перепрыгнуть мяч получает штрафное очко в виде буквы (первая л и по порядку). Л-я-г-у-ш-к-а собравший все — проигравший. Штрафные санкции могут подразумевать и ритуальные наказания (например сказать ква-ква за каждый фол).
Для усложнения игры бросают мяч через голову или из-под ноги. Или делают это только ногой. Самым трудным вариантом является бросание мяча через голову и перепрыгивание через него повернувшись сзади.
Игра динамичная и требует определённого навыка (в усложнённом варианте). В простом варианте игралась девочками и мальчиками, мальчики с возрастом частенько усложняли игру.